# Кос-Коб (Коннектикут)

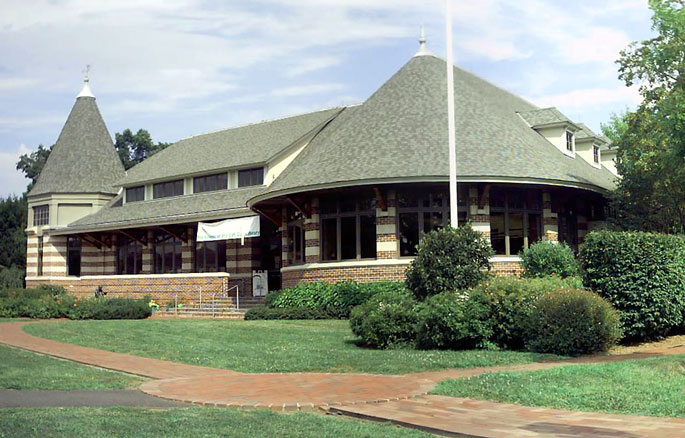
Библиотека Кос Коба в парке Strickland Brook Park

Кос Коб (англ. Cos Cob) — статистически обособленная местность, расположенная в округе Фэрфилд (штат Коннектикут, США), рядом с городом Гринвич.
Общая численность населения составила 6 770 человек по переписи 2010 года.

## География
Находится в западной части от устья реки Mianus River, являющейся одним из источников питьевой воды для города. Расположен в гавани пролива Лонг-Айленд.

## История
В конце XIX — начале XX веков здесь работала Художественная колония Кос Коб американских импрессионистов.